# Sárgafülű gyászkakadu

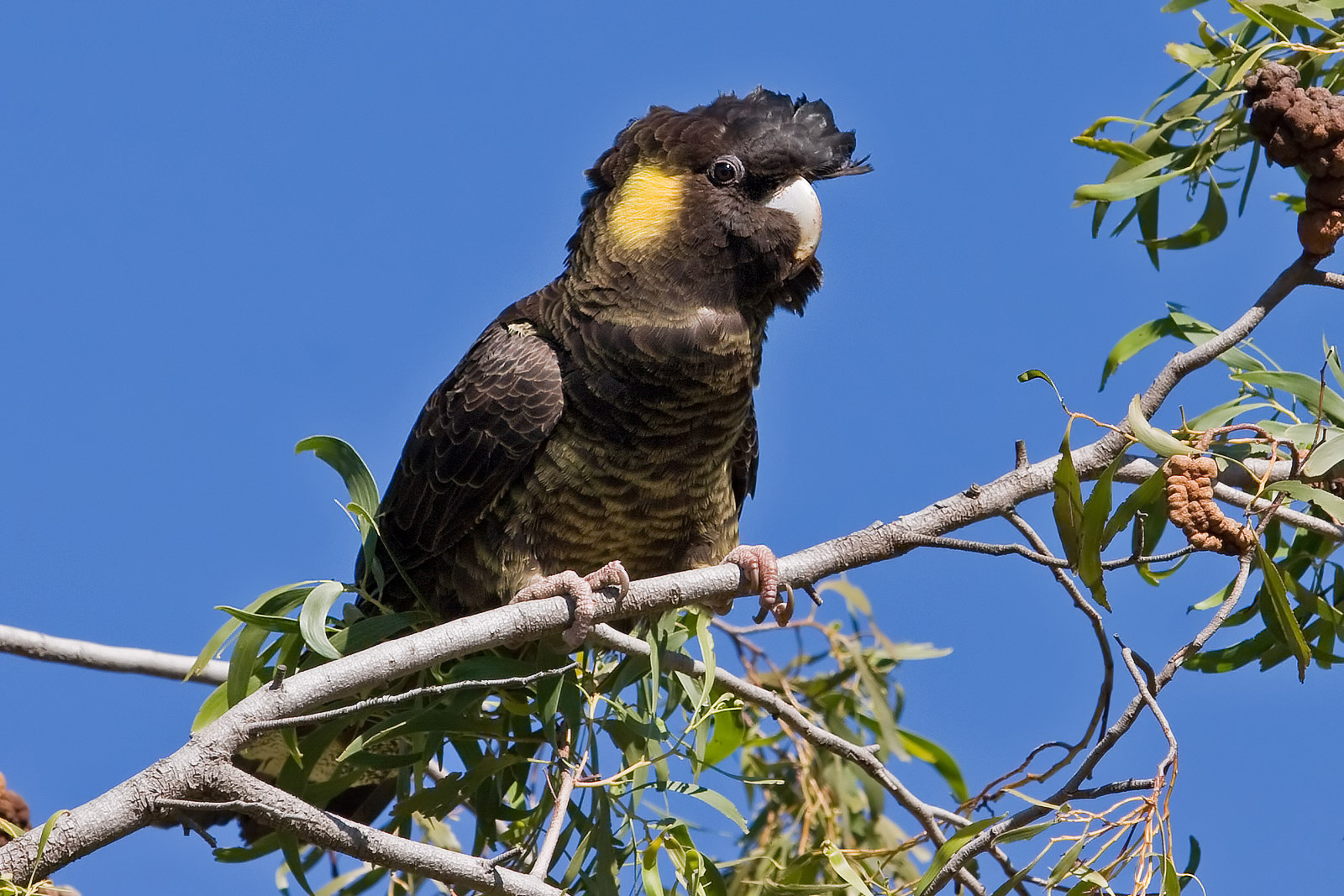

A sárgafülű gyászkakadu (Zanda funerea) a madarak osztályának a papagájalakúak (Psittaciformes) rendjéhez és a kakadufélék (Cacatuidae) családjához tartozó faj.

## Előfordulása
Tasmaniában, a környező szigeteken és Ausztrália keleti és déli részén honos. Az erdős területeket kedveli, de bokros, bozótos területeken is fellelhető.

## Alfajai
- Zanda funerea funerea
- Zanda funerea whiteae
- Zanda funerea xanthanota – Tasmania és több kisebb sziget, kisebb termetű, mint a törzsalak és rövidebb a farka.

## Megjelenése
Testhossza 68 centiméter. Alapszíne barnásfekete, hasán fakóbb árnyalattal. A tollak szegélye sárga, ez a nyakán és a hasán jól látható. Fülfedői sárgák. Szárnya 36–44 centiméteres, farka 30–36 centiméter, a két középső faroktollat kivéve mindegyiken széles sárga sáv húzódik, barnásfekete pettyekkel.
A tojó valamivel kisebb, mint a hím, fülfedői világosabb sárgák, faroktollain a pettyezetség kifejezettebb.

## Életmódja
Nagy, erős csőrével feltépi a fák kérgét rovarokra és lárvákra vadászva, de megeszi a magokat, gyümölcsöket, nektárt, bogyókat és rügyeket is. Táplálékát többnyire  a fákon keresi, de előfordul, hogy a földön lakmározik a lehullott gyümölcsökből.
Nagy, néha többezres csoportokban él. A belső, szárazabb területeken élő példányok nyáron a nedvesebb parti erdőségeket keresik fel, majd az ősz elmúltával visszarepülnek eredeti helyükre. Amíg a csapat táplálkozik, őrszemet állítanak, annak veszélyt jelző kiáltására igen gyorsan szárnyra kapnak.  A fajt igen nehéz megközelíteni. Röpte lassú és testnagyságához képest elegáns.

## Szaporodása
Költése kifejezetten a csapadék függvénye, előfordul, hogy csak két-három évente kel ki egy vagy két fióka. A költési időszak igen változatos lehet, a keleti élőhelyeken március és augusztus, míg nyugaton július és január között van. 
Fák odvába készíti fészkét. A költőpár már hetekkel a tojásrakás előtt hozzáfog az odú kialakításához. Fészekalja 1–2 tojásból áll, melyen 29 napig kotlik a tojó. Közben a hím eteti. Kotlási idő 30 nap, a kirepülési idő még 3 hónap. Ha két fióka kel ki, a második nagyjából öt nappal követi az elsőt, a szülők többnyire a táplálék szűkössége miatt elhanyagolják, így elpusztul. A fiókát kirepülése után még nagyjából négy hónapig etetik szülei. A fiatal madár négyéves korára lesz ivarérett.

## Külső hivatkozások
- Parrotland.hu
- Képek az interneten a fajról